# Poecile hudsonicus
El carbonero boreal (Poecile hudsonicus), es una especie de ave paseriforme de la familia de los páridos (Paridae), endémica de América del Norte. 

## Distribución y hábitat
Su hábitat de cría son los bosques de coníferas de Canadá, Alaska y los bordes septentrionales de los Estados Unidos continentales. Permanecen dentro de su área de reproducción durante todo el año, pero a veces migran al sur en invierno. 
La pareja permanece unida durante todo el año y pueden aparearse de por vida.
Estos pájaros buscan alimento en las ramas de coníferas, comiendo principalmente insectos y semillas, que pueden ser guardados para su uso posterior. A menudo se alimentan en bandadas pequeñas, incluyendo otras aves pequeñas, sobre todo en invierno.

## Subespecies
Se reconocen cinco subespecies de esta ave:
- Poecile h. columbiana (Rhoads, 1893)
- Poecile h. farleyi (Godfrey, 1951)
- Poecile h. hudsonica (J. R. Forster, 1772)
- Poecile h. littoralis (H. Bryant, 1865)
- Poecile h. stoneyi (Ridgway, 1887)